# Fannia albitarsis
Fannia albitarsis är en tvåvingeart som beskrevs av Stein 1911. Fannia albitarsis ingår i släktet Fannia och familjen takdansflugor. Inga underarter finns listade i Catalogue of Life.